# Конкурентное право
Конкурентное, или антимонопольное право — совокупность правовых норм, нормативных актов, направленных на ограничение свободы предпринимательской деятельности и свободы договора экономически влиятельных компаний. Наиболее часто ограничения затрагивают создание картелей или других механизмов поддержания цен и раздела рынков; крупные слияния и действия, которые могут существенно увеличить возможность продавца влиять на цену. На данный момент антимонопольные законы существуют в большинстве стран мира.
По мнению сторонников антимонопольного законодательства, оно защищает экономические интересы потребителей и способствует экономическому развитию. По мнению противников, антимонопольное законодательство является системой нарушения прав собственности и нередко или даже обычно приводит к негативным последствиям для потребителей и экономики в целом.
Современная юридическая доктрина выделяет понятие «Конкурентное право», изучающееся в курсе предпринимательского права.
Вместе с тем, в последнее время наметилась тенденция к  обособлению конкурентного права. И хотя об образовании новой отрасли права речь не идёт,  можно говорить о формировании новой отрасли законодательства. Отделение конкурентного права от предпринимательского происходит и в сфере образования.

## История антимонопольного законодательства
Первый в современной истории антимонопольный закон был принят в 1889 году в Канаде. Годом позже в США был принят Акт Шермана.
На уровне отдельных регионов антимонопольные законы появились ещё раньше — в отдельных штатах США. Инициаторами их утверждения становились такие организации как Альянс фермеров Миссури. Они объединяли производителей, обеспокоенных ростом конкуренции со стороны более крупных и эффективных ферм. Увеличение рыночной доли, занятой крупными хозяйствами, преподносилась как опасная концентрация, ведущая к монополизации рынка. В то же время рыночная концентрация сопровождалась не сокращением производства и ростом цен, в чем обвиняли «монополистов», а прямо противоположными явлениями. Так, пшеница в 1889 году стоила на 35 % дешевле, чем десятью годами ранее, свинина за 1883—1889 гг. упала в цене на 19 %, говяжья вырезка — на 39 %, скот в живом весе за пять лет подешевел на 28,8 %. Поголовье скота в США на протяжении 1880-х годов увеличилось примерно на 50 %.
Аналогичной была и ситуация на федеральном уровне. Сенатор Джон Шерман, добившийся принятия антимонопольного законодательства в США, обвинял тресты в ограничении выпуска для повышения цен. Как показывает его переписка с представителями мелких нефтяных компаний, в реальности Шерман защищал именно интересы тех предпринимателей, которые страдали от падения цен, в частности, от удешевления нефтепродуктов, вызванного применением цистерн при транспортировке нефти. В частности, он лоббировал закон, запрещающий железным дорогам предоставлять скидки на перевозку нефти в цистернах, а не в бочках.
Среди отраслей, которые в Конгрессе считались монополизированными, были производство нефти, сахара, рельсов, свинца, цинка, джута, угля и хлопкового масла. Но во всех перечисленных отраслях, о которых доступны соответствующие данные, производство между 1880 и 1890 гг. росло быстрее, чем американское производство в целом. ВВП США за данный период вырос в реальном выражении на 24 %, а в номинальном на 16 %. Что же касается выпуска в отраслях, где были образованы тресты, то в номинальном измерении он вырос за это время на 62 %, а в реальном — на 175 %. Таким образом, тресты обеспечивали рост производства и снижение цен.
Таблица. Рост выпуска в отдельных отраслях промышленности США в 1880—1890 гг.
| Номинальный ВВП                          | 16 %  |  | Реальный ВВП                             | 24 %  |
| ---------------------------------------- | ----- |  | ---------------------------------------- | ----- |
| Средний по «монополизированным» отраслям | 62 %  |  | Средний по «монополизированным» отраслям | 175 % |
| Хлопковое масло                          | 151 % |  | Сталь                                    | 258 % |
| Изделия из кожи                          | 133 % |  | Цинк                                     | 156 % |
| Веревки и шпагат                         | 166 % |  | Уголь                                    | 153 % |
| Джут                                     | 57 %  |  | Стальные рельсы                          | 142 % |
|                                          |       |  | Нефть                                    | 79 %  |
|                                          |       |  | Сахар                                    | 75 %  |

Таблица. Рост цен в отдельных отраслях промышленности США в 1880—1890 гг.
| Рост цен                     | %   |
| ---------------------------- | --- |
| ИЦП по экономике в целом     | −7  |
| «Монополизированные отрасли» |     |
| Сталь                        | −53 |
| Очищенный сахар              | −22 |
| Свинец                       | −12 |
| Цинк                         | −20 |

(Источник: Thomas DiLorenzo The Origins of Antitrust Rhetoric vs. Reality" Regulation, Volume 13, Number 3, Fall 1990)
С момента принятия Акта Шермана антимонопольные законы распространились в большинстве стран мира. Этот процесс не был одномоментным: так, в Италии соответствующий закон был принят через 100 лет после Акта Шермана — в 1990 году.
Таблица. Страны и регионы, где антимонопольное законодательство отсутствует
| Азия       | Африка                            | Европа  | Северная Америка         | Южная Америка |
| ---------- | --------------------------------- | ------- | ------------------------ | ------------- |
| Афганистан | Ангола                            | Андорра | Белиз                    | Боливия       |
| Бангладеш  | Ботсвана                          | Грузия  | Бермудские острова       | Парагвай      |
| Бахрейн    | Габон                             |         | Доминика                 | Суринам       |
| Бирма      | Гана                              |         | Доминиканская Республика | Эквадор       |
| Бруней     | Гвинея                            |         | Каймановы острова        |               |
| Гонконг    | Конго                             |         | Кюрасао                  |               |
| Катар      | Лесото                            |         | Куба                     |               |
| Кувейт     | Либерия                           |         |                          |               |
| Макао      | Ливия                             |         |                          |               |
| ОАЭ        | Мавритания                        |         |                          |               |
| Палестина  | Мадагаскар                        |         |                          |               |
|            | Мозамбик                          |         |                          |               |
|            | Нигерия                           |         |                          |               |
|            | Свазиленд                         |         |                          |               |
|            | Того                              |         |                          |               |
|            | Уганда                            |         |                          |               |
|            | Центрально-Африканская республика |         |                          |               |

Существуют и примеры отмены антимонопольного законодательства. Так, принятый при М. Саакашвили в Грузии закон «О свободе торговли и конкуренции» в отличие от прежде действовавшего закона «О монополистической деятельности и конкуренции» содержит исключительно запреты на действия органов власти, но не частных компаний. Тем самым в настоящий момент антимонопольное законодательство в Грузии отсутствует.

## Антимонопольное законодательство в России
Основой российского антимонопольного законодательства является  Федеральный закон от 26.07.2006 N 135-ФЗ (ред. от 04.06.2014) "О защите конкуренции" (26 июля 2006 г.).
Закон содержит ограничения свободы предпринимательской деятельности и свободы договора для хозяйствующих субъектов, которые занимают доминирующее положение. Наличие последнего устанавливается на основе определения доли компании в общих продажах на рынке или определения совокупной доли, которую занимают на рынке несколько крупнейших (в смысле объёма продаж) компаний.
Таким субъектам при некоторых исключениях запрещается:
1) установление, поддержание монопольно высокой или монопольно низкой цены товара;
2) изъятие товара из обращения, если результатом такого изъятия явилось повышение цены товара;
3) навязывание контрагенту условий договора, невыгодных для него или не относящихся к предмету договора;
4) экономически или технологически не обоснованные сокращение или прекращение производства товара, если на этот товар имеется спрос или размещены заказы на его поставки при наличии возможности его рентабельного производства;
5) экономически или технологически не обоснованные отказ либо уклонение от заключения договора с отдельными покупателями (заказчиками) в случае наличия возможности производства или поставок соответствующего товара;
6) экономически, технологически и иным образом не обоснованное установление различных цен (тарифов) на один и тот же товар, если иное не установлено федеральным законом;
7) установление финансовой организацией необоснованно высокой или необоснованно низкой цены финансовой услуги;
8) создание дискриминационных условий;
9) создание препятствий доступу на товарный рынок или выходу из товарного рынка другим хозяйствующим субъектам;
10) нарушение установленного нормативными правовыми актами порядка ценообразования.
Наряду с этим федеральный закон «О защите конкуренции» вводит контроль за слияниями организаций, продажей и покупкой крупных пакетов акций компаний, а также запрет на согласование цен между хозяйствующими субъектами, раздел рынка и некоторые другие практики.

## Контроль за экономической концентрацией
Контроль за экономической концентрацией состоит в контроле антимонопольных органов за приобретением активов экономически-значимыми компаниями. Такой контроль в той или иной форме существует в большинстве стран, имеющих антимонопольное законодательство. В частности, из обследованных Министерством юстиции США 80 стран, имеющих антимонопольное законодательство, около 60 осуществляют контроль за слияниями. При этом детали режима контроля могут отличаться в зависимости от страны и типа сделок.
Контроль может быть предварительным (компании подают сведения о сделках в антимонопольные органы до завершения этих сделок) или последующим (после совершения сделок). Кроме этого, подача уведомления может быть обязательной или добровольной. Так, в Австралии, в которой не существует процедуры обязательного уведомления, компания, тем не менее, может предпочесть получить иммунитет от возможного судебного преследования и предварительно подать заявку для формального утверждения.
Таблица. Процедуры контроля за слияниями в разных странах мира
| Обязательное предварительное уведомление | Обязательное предварительное уведомление | Обязательное последующее уведомление | Добровольное уведомление |
| ---------------------------------------- | ---------------------------------------- | ------------------------------------ | ------------------------ |
| Австрия                                  | Нидерланды                               | Аргентина*                           | Австралия                |
| Азербайджан                              | Польша                                   | Греция*                              | Кот д’Ивуар              |
| Албания                                  | Португалия                               | Дания                                | Великобритания           |
| Аргентина                                | Россия                                   | Индонезия                            | Венесуэла                |
| Беларусь                                 | Румыния                                  | Испания                              | Новая Зеландия           |
| Бельгия                                  | Словакия                                 | Македония*                           | Норвегия                 |
| Болгария                                 | Словения                                 | Россия*                              | Панама                   |
| Бразилия                                 | США                                      | Тунис*                               | Франция                  |
| Венгрия                                  | Таиланд                                  | ЮАР*                                 | Чили                     |
| Германия                                 | Тайвань                                  | Южная Корея*                         |                          |
| Греция                                   | Тунис                                    | Япония*                              |                          |
| ЕС                                       | Турция                                   |                                      |                          |
| Израиль                                  | Узбекистан                               |                                      |                          |
| Ирландия                                 | Украина                                  |                                      |                          |
| Италия                                   | Финляндия                                |                                      |                          |
| Казахстан                                | Хорватия                                 |                                      |                          |
| Канада                                   | Чехия                                    |                                      |                          |
| Кения                                    | Швейцария                                |                                      |                          |
| Кипр                                     | Швеция                                   |                                      |                          |
| Колумбия                                 | Эстония                                  |                                      |                          |
| Латвия                                   | ЮАР                                      |                                      |                          |
| Литва                                    | Югославия                                |                                      |                          |
| Македония                                | Южная Корея                              |                                      |                          |
| Мексика                                  | Япония                                   |                                      |                          |
| Молдавия                                 |                                          |                                      |                          |

 *  — в зависимости от особенностей сделок
(Источник: Министерство юстиции США, 2000).

## Критика антимонопольного законодательства
По признанию руководителей Федеральной антимонопольной службы РФ И. Артемьева и А. Сушкевича, «антимонопольная политика государства, как никакая другая форма публичного вмешательства власти в частные дела, находится под постоянным огнём критики представителей экономической науки». Критиками антимонопольного законодательства являются такие известные экономисты, юристы и философы как М. Фридман, Ф. Хайек, А. Гринспен, А. Рэнд, Р. Коуз, Р. Борк, Р. Познер, М. Ротбард. Основными объектами критики являются:
- экономические последствия антимонопольного регулирования (утверждается, что оно всегда или нередко приводит к уменьшению общественного благосостояния); а также
- лежащая в основе антимонопольного регулирования этическая и правовая философия (утверждается, что оно нарушает права собственности и свободу контракта и приводит к неравенству прав граждан).

Некоторые из критиков антимонопольного законодательства являются сторонниками его отмены, некоторые — сторонниками существенных корректировок.

### Известные критики об антимонопольном законодательстве
- «Я все более скептичен относительно благотворности … действий правительства против конкретных монополий и я серьёзно встревожен произвольностью политики ограничения размеров отдельных бизнесов». (Фридрих Хайек)[10]
- «Вся система антимонопольного законодательства в США — это беспорядочная смесь экономической иррациональности и невежества. Это продукт а) совершенно неверной интерпретации истории и б) довольно наивных и, без сомнения, нереалистичных экономических теорий» (Алан Гринспен)[11]
- «Мне наскучил антитраст, когда после поднятия цен судьи заявили, что это монополия, после падения назвали это хищническим ценообразованием, а постоянные цены назвали неявным сговором» (Рональд Коуз)[12]
- «В самом начале своих исследований как сторонник свободной конкуренции я полностью поддерживал антимонопольное законодательство… с течением времени я пришел к выводу, что антимонопольное законодательство приносит гораздо больше вреда, чем пользы, что было бы лучше, если бы его не было, если бы мы от него избавились» (Милтон Фридман)[13]
- «Про человека, который пребывает в праздности … можно сказать, что он „ограничивает торговлю“, хотя он просто в ней не участвует… Если борцы с монополиями хотят устранить праздность, тогда следует принять закон об обязательном труде и недопустимости досуга» (Мюррей Ротбард)[14]
- «Если бы меня попросили выбрать дату, которая знаменует роковой поворот на дорогу, ведущую к окончательной гибели американской промышленности, а также самый позорный законодательный акт, я выбрала бы 1890-й год и Закон Шермана» (Айн Рэнд)[15].
- «Не стоит забывать, что ужесточение антимонопольного регулирования также может привести к ограничению конкуренции, как и любой другой вид государственного регулирования» (Набиуллина Э. С.)[16]
- «… антимонопольным регулированием добиться развития конкуренции невозможно. Чтобы завоевать кошельки покупателей, необходимы желающие делать свой товар лучше и дешевле. Это и есть конкуренция.» (А. Пироженко, Директор департамента развития конкуренции Минэкономразвития России)[17]
- «Искусственное сдерживание концентрации производства или товарных рынков означает наказание наиболее эффективных производителей… Закон Шермана … был откровенно протекционистский закон, созданный для защиты мелкого и менее эффективного бизнеса от более крупных конкурентов… Основные факторы препятствия конкуренции и развития бизнеса лежат в административной области. Они связаны с созданием неравных условий конкуренции для различных хозяйствующих субъектов, наличием или отсутствием государственных ограничений на вход в неё, деятельности квазигосударственных образований (государственных учреждений, государственных предприятий, подконтрольных государству коммерческих предприятий) и органов местного самоуправления… Разработанные программы по реструктуризации и демонополизации отдельных системообразующих отраслей привели к обратному эффекту, то есть усилили монополизацию и сделали эти рынки ещё более концентрированными…» (Есенбаев М. Т.)[18]

### Этико-правовая критика антимонопольного законодательства
По мнению либертарианских критиков антимонопольного законодательства, оно нарушает права человека, в частности, право собственности и свободу контракта. Подпадающие под действие антимонопольного законодательства компании лишаются возможности свободно пользоваться и распоряжаться принадлежащим им имуществом. Антимонопольные органы ставят это имущество на службу «обществу в целом» и тем самым фактически присваивают его. Так, по мнению основателя Института конкурентного предпринимательства Фреда Смита, корни антимонопольной политики кроются в этатистском представлении, что бизнес «в принципе не имеет права распределять свою собственность тем способом, который он считает подходящим, а обладает лишь относительной свободой при условии, что он помогает максимизировать функцию определенной общественной полезности. Это значит, что ни одно предприятие не обладает правом собственности, если эта собственность может быть перемещена в иную сферу ради расширения производства».
Профессор Фрэнк Истербрук утверждает, что традиционное правило взвешенного подхода оказывается подверженным пределам антимонопольного правопринуждения. «Оно предполагает, что судьи могут черпать из источника еще не существующего экономического знания, и игнорирует издержки принятия судебных решений (включая издержки, проистекающие из ошибочного или намеренного осуждения эффективного поведения)».
При этом, антимонопольное законодательство нарушает принцип правового равенства граждан. Оно не признает за влиятельными хозяйствующими субъектами тех прав (свобода ценообразования, свобода продажи компании, свобода производства, свобода продавать товары «в нагрузку» и т. д.), которые признаются за остальными собственниками. Тем самым, антимонопольное законодательство является дискриминационным.